# Full Spectrum Warrior
Full Spectrum Warrior är ett taktiskt spel i realtid, utvecklat av Institute for Creative Technologies tillsammans med Pandemic Studios och utgivet av THQ. Spelandet består av taktiskt militärspel, baserat på att man leder en Squad i den amerikanska armén på olika uppdrag. Spelet fokuserar på en realistisk tillämpning av infanteritaktik på gruppnivå. Pandemic släppte en uppföljare till spelet; Full Spectrum Warriors: Ten Hammers under 2006.